# John Page
John Ferguson „Jack” Page (ur. 27 marca 1900 w Manchesterze, zm. 14 lutego 1947 tamże) – brytyjski łyżwiarz figurowy, startujący w konkurencji solistów i par sportowych z Ethel Muckelt. Uczestnik igrzysk olimpijskich (1924, 1928), wicemistrz świata (1924) w parach sportowych, brązowy medalista mistrzostw świata (1926) wśród solistów oraz 20-krotny mistrz Wielkiej Brytanii (1922–1931 i 1933 indywidualnie; 1924–1931 w parach).
Page popełnił samobójstwo w wieku 47 lat poprzez zagazowanie w swoim biurze. 

## Osiągnięcia

### Soliści
| Zawody                        | 1922           | 1923           | 1924           | 1925           | 1926           | 1927           | 1928           | 1929           | 1930           | 1931           | 1932           | 1933           |                |                |                |                |                |
| Międzynarodowe                | Międzynarodowe | Międzynarodowe | Międzynarodowe | Międzynarodowe | Międzynarodowe | Międzynarodowe | Międzynarodowe | Międzynarodowe | Międzynarodowe | Międzynarodowe | Międzynarodowe | Międzynarodowe | Międzynarodowe | Międzynarodowe | Międzynarodowe | Międzynarodowe | Międzynarodowe |
| ----------------------------- | -------------- | -------------- | -------------- | -------------- | -------------- | -------------- | -------------- | -------------- | -------------- | -------------- | -------------- | -------------- | -------------- | -------------- | -------------- | -------------- | -------------- |
| Igrzyska olimpijskie          |                |                | 5              |                |                |                | 9              |                |                |                |                |                |                |                |                |                |                |
| Mistrzostwa świata            |                |                | 4              |                | 3              | 5              | 4              | 4              |                |                |                |                |                |                |                |                |                |
| Mistrzostwa Europy            |                |                | 5              |                | 4              |                |                |                |                |                |                |                |                |                |                |                |                |
| Krajowe                       |                |                |                |                |                |                |                |                |                |                |                |                |                |                |                |                |                |
| Mistrzostwa Wielkiej Brytanii | 1              | 1              | 1              | 1              | 1              | 1              | 1              | 1              | 1              | 1              |                | 1              |                |                |                |                |                |

### Pary sportowe
Z Ethel Muckelt
| Zawody                        | 1923           | 1924           | 1925           | 1926           | 1927           | 1928           | 1929           | 1930           | 1931           |                |                |                |                |                |                |                |                |
| Międzynarodowe                | Międzynarodowe | Międzynarodowe | Międzynarodowe | Międzynarodowe | Międzynarodowe | Międzynarodowe | Międzynarodowe | Międzynarodowe | Międzynarodowe | Międzynarodowe | Międzynarodowe | Międzynarodowe | Międzynarodowe | Międzynarodowe | Międzynarodowe | Międzynarodowe | Międzynarodowe |
| ----------------------------- | -------------- | -------------- | -------------- | -------------- | -------------- | -------------- | -------------- | -------------- | -------------- | -------------- | -------------- | -------------- | -------------- | -------------- | -------------- | -------------- | -------------- |
| Igrzyska olimpijskie          |                | 4              |                |                |                | 7              |                |                |                |                |                |                |                |                |                |                |                |
| Mistrzostwa świata            |                | 2              |                | 6              |                | 4              |                |                |                |                |                |                |                |                |                |                |                |
| Krajowe                       |                |                |                |                |                |                |                |                |                |                |                |                |                |                |                |                |                |
| Mistrzostwa Wielkiej Brytanii | 1              | 1              | 1              | 1              | 1              | 1              | 1              | 1              | 1              |                |                |                |                |                |                |                |                |